# L'Athéisme

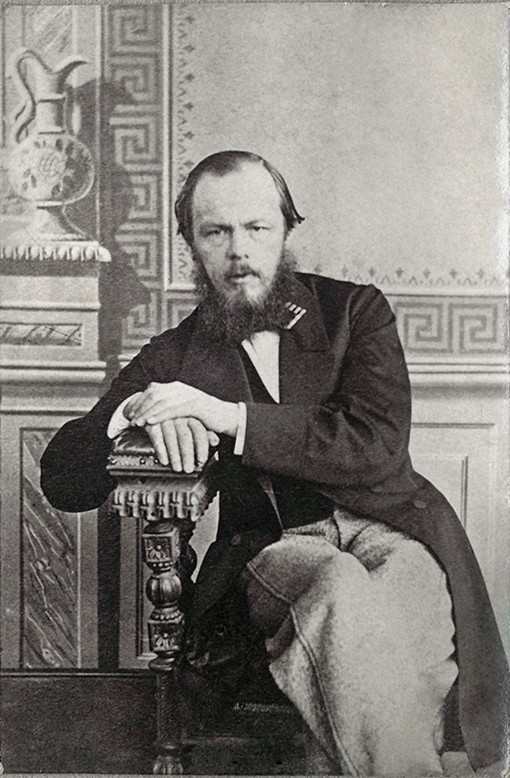
Dostoïevski 1863

L'Athéisme (en russe : Атеизм) est un roman conçu mais non écrit de l'écrivain russe Fiodor Dostoïevski. Il est connu surtout grâce à une lettre envoyée au poète Apollon Maïkov et à sa nièce Sofia Alexandrovna Ivanova en 1868-1869. Le moment précis où cette idée de roman est apparue est difficile à déterminer. Le titre L'Athéisme et les idées principales du roman imaginé sont mentionnés pour la première fois dans la lettre à Maïkov datée du 11 décembre 1868.
Le sujet imaginé est celui d'un cycle de récits dont le héros principal voyage à travers la Russie et passe de la foi à l'incrédulité, puis de nouveau à la foi par l'introduction de l'idéal d'un Christ russe. Il est décrit dans la lettre à Maïkov de la fin de l'année 1868. Dostoïevski continue pendant cette période à travailler à son roman L'Idiot, et c'est pourquoi il planifie son temps et veille à ne pas commencer son nouveau projet avant d'avoir terminé le titre précédent. Le titre L'Athéisme est progressivement abandonné dès les mois de juillet-août 1869. En décembre, le plan initial est finalement modifié et un nouveau titre apparaît : La Vie d'un grand pécheur.

## Origine de l'idée

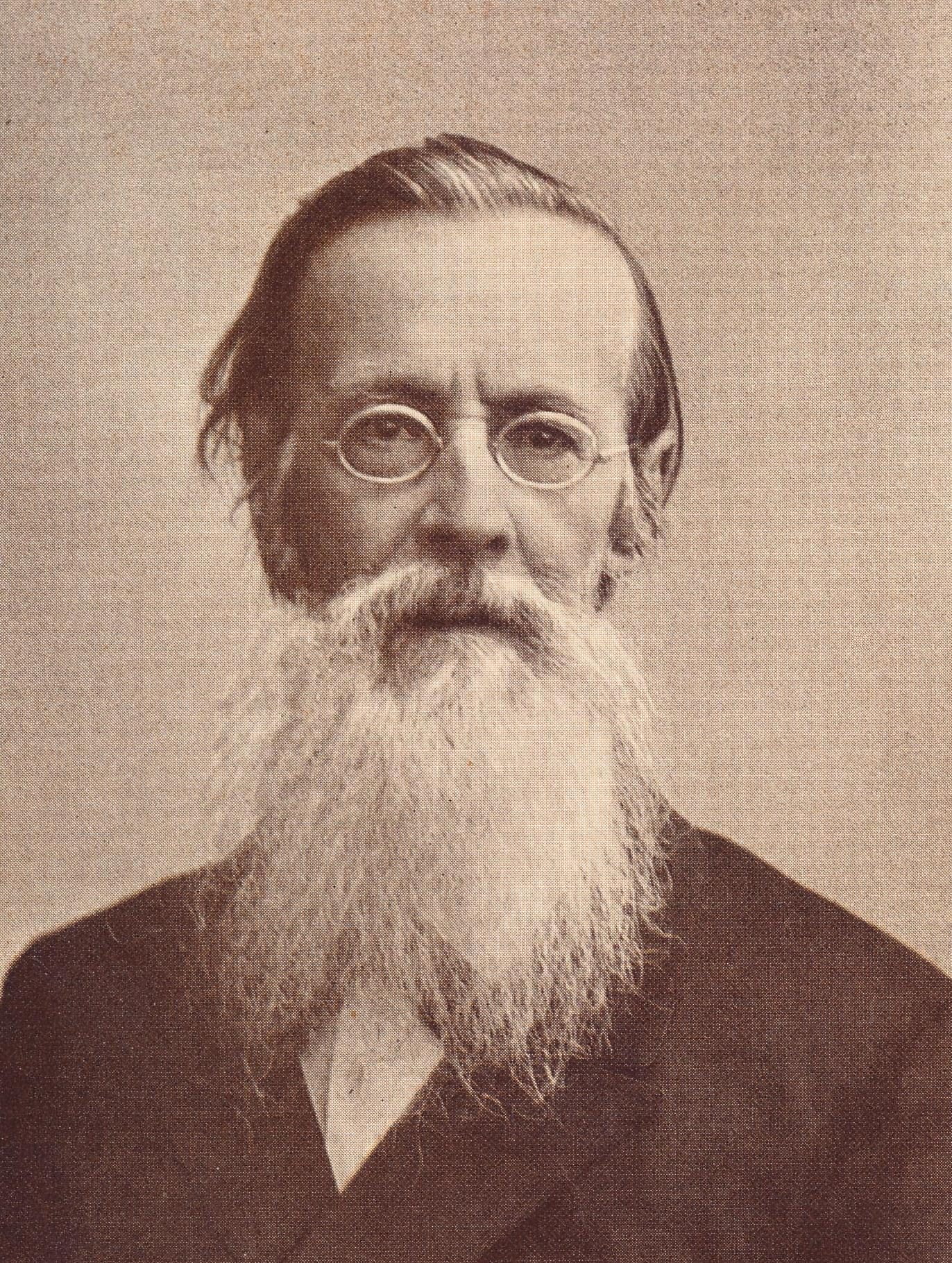
Apollon Maïkov

Le moment précis où l'idée du roman est apparue est difficile à déterminer. Le roman est surtout connu par les lettres que l'écrivain envoie au poète Apollon Maïkov et à sa nièce Sofia Alexandrovna Ivanova en 1868 et 1869. Certains chercheurs relient également ce projet à une série d'ébauches de croquis de Dostoïevski datés de 1869-1870, qui plus tard ont été reliés à un autre projet de l'écrivain, celui du Roman sur le Prince et l'usurier, dont le protagoniste est athée,.
Dès 1862, dans la préface de la traduction du roman Notre-Dame de Paris de Victor Hugo, Dostoïevski exprime le désir de « mesurer ses forces à celles de Dante Alighieri » et de créer un roman encyclopédique, qui exprime de manière exhaustive les aspirations et les caractéristiques de son époque. La création ultérieure des romans Crime et Châtiment et L'Idiot, dont les fins évoquent la renaissance possible de personnages qui se trouvaient dans une profonde détresse, peut être considérée comme une approche de la résolution de types de problèmes posés à cette époque. Dans les années qui ont suivi la composition du roman de Léon Tolstoï Guerre et Paix, Dostoïevski a également formulé l'idée d'une épopée sur la renaissance d'un homme qui a connu des conditions extrêmes d'existence.
Il est difficile de m'imaginer que je vais pouvoir retourner en Russie. Je n'ai pas les moyens financiers. Si j'y vais, cela signifie me retrouver à la prison pour dettes. Mais je n'ai pas de travail ni de salaire là bas. Et puis je ne vais pas supporter la prison avec mon épilepsie et je ne pourrai pas travailler en prison. Avec quoi vais-je payer mes dettes et avec quoi vais-je vivre? Si mes créanciers m'avaient donné un an de délai (alors qu'ils ne me laissaient pas tranquille un seul mois depuis trois ans) je me serais engagé à leur payer mes dettes en un an.
En septembre 1868, Dostoïevski part pour l'Italie, à Milan, puis après deux mois à Florence. À cette époque, il termine L'Idiot et il se sent épuisé. Dans l'impossibilité de rentrer en Russie du fait de problèmes financiers, il est mal à l'aise et inquiet de rester à l'étranger : « Ici je m'ennuie et suis très limité, je ne pense qu'à la Russie. Mais il n'y a rien de russe ici et pas de Russes non plus. Je ne comprends pas du tout les émigrants russes. C'est fou ce qu'ils font ! » Selon les chercheurs, l'idée d'un grand roman ou d'un cycle sur l'athéisme s'est formée chez l'écrivain au début du mois de décembre 1868 à Florence,,. Le nom d'Athéisme et les idées principales du roman sont mentionnées pour la première fois dans la lettre de l'écrivain à Apollon Maïkov du 11 décembre 1868,. 
Certains critiques pensent que le roman a pu être imaginé dès décembre 1868, et, au plus tard, au printemps 1869. Le 8 mars 1869, Dostoïevski communique dans une lettre à Sofia Ivanovna : « Eh bien j'ai une idée à propos d'un roman. Ce roman s'appellera Athéisme,. En même temps, j'ai pensé à La vie d'un grand pécheur pour remplacer le titre Athéisme écrivait-il en 1867. Le 24 mars 1870, il écrit encore à Nikolaï Strakhov : « L'idée de ce roman, je l'ai en tête depuis trois ans… »,. Le critique littéraire Arkadi Dolinine estime qu'il existait une idée de proto-Athéisme à propos de laquelle Dostoïevski écrit : « pensée littéraire […] devant laquelle toute ma carrière littéraire n'était que foutaise et une simple introduction ». En somme, L'Athéisme ne fait que servir de variation intermédiaire entre le proto-Athéisme et La vie d'un grand pécheur.

## Héros principal et sujet

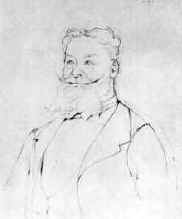
Arkadi Ivanovitch Svidrigaïlov : ancien employeur d'Advotia Romanovna, la sœur de Rodion Raskolnikov dans Crime et Châtiment pourrait avoir les caractéristiques du personnage principal de L'Athéisme

La description du personnage principal et du sujet de l'œuvre est donnée pour la première fois dans une lettre de Dostoïevski à Apollon Maïkov du 11 décembre 1868. Le héros principal est « un homme russe, de notre société, qui durant des années n'a pas été fort éduqué, et il n'a ainsi ni éducation ni rang […] Durant toute sa vie il n'a occupé qu'un emploi, il n'est pas sorti de cette voie et n'a rien modifié pendant 45 ans ». Cet attachement à ce genre de vie fait perdre au héros sa foi en Dieu : « Tout à coup, il perd sa foi en Dieu. […] Cette situation provoque sur lui un effet énorme »,,.
Pour Fiodor Dostoïevski, « l'idée de la perte soudaine de la foi est très inquiétante » une telle modification des habitudes de vie d'un homme nécessitant pour continuer à vivre de trouver quelque chose pour la remplacer. La première image du héros du roman L'Idiot, celle du Prince Mychkine, si elle avait été plus diabolique, plus démoniaque aurait permis de créer un héros d'Athéisme au visage mystérieux et tragique, au regard sombre, à un point tel qu'il aurait dépassé tous les autres personnages de l'écrivain. Dans les brouillons du roman Crime et Châtiment, on trouve des croquis inutilisés d'un tel personnage : « Des élans violents. Ni froideur, ni désillusion […] Une soif insatiable et immense de plaisir. Une soif de vivre inextinguible […] la prise de conscience et l'analyse de chaque plaisir, sans aucune appréhension […] une grossièreté excessive à côté de la délicatesse […] Des plaisirs psychologiques. Le plaisir de violer les lois pénales dans le crime. Les plaisirs mystiques… ».
Le sujet suivant se situe sur le plan des idées. Le héros va à la rencontre des nouvelles générations, se tourne vers les athées, les Slaves, les Européens, des fanatiques russes, les ermites, les prêtres ; il tombe aussi sur un jésuite, sur un propagandiste, un Polonais ». Mais en fin de compte, il retrouve la foi : « et finalement il retrouve et le Christ et la terre russe, le Christ russe et le Dieu russe » , ,.

## Développement du plan
Dans une lettre du 11 décembre 1868, Dostoïevski écrit à Maïkov : « J'ai maintenant mes idées bien à leurs places : 1) un énorme roman, son nom L'Athéisme (pour l'amour de Dieu, tout cela entre nous), mais avant de commencer je dois au moins lire toute une bibliothèque d'athées, de catholiques, d'orthodoxes. Il ne sera pas au point, même si j'y consacre tout mon temps, avant un délai de deux ans. […] Pour l'amour de Dieu, n'en parlez à personne; pour moi c'est comme cela: écrire ce dernier roman, pour que quand je mourrai j'aurai tout dit » , ,. Décrit dans la première lettre, le sujet est proche de la littérature de voyage. Mais les critiques ont noté une transformation originale du genre qui fait que le voyage devient comme le passage par toutes les variétés de l'expérience religieuse. Le philosophe Mikhaïl Bakhtine caractérise ce genre de roman comme une satire, dans laquelle Dostoïevski se trouve face au dévoilement de la dernière des vérités dans le monde ce qui l'oblige à lire toute une bibliothèque ».
En même temps qu'il étudie les idées qu'il veut développer dans L'Athéisme, Dostoïevski poursuit la rédaction de son roman L'Idiot parce qu'il veut que son nouveau roman soit lancé après l'achèvement du premier. De plus, à cette époque, il pensait aussi à son projet de grand récit intitulé Le Mariage. La mise au point finale de L'Idiot devait permettre à l'écrivain de se libérer de ses dettes et le mettre dans un état favorable à un travail dans le calme. Car la vente de L'Athéisme était loin d'être planifiée. Vassili Komarovitch, chercheur en littérature russe, expose l'idée suivant lequel le plan de l'écrivain prévoit que l'acceptation de l'existence de Dieu est une chose inévitable, ce que le personnage du roman devra démontrer durant toute sa vie. Un autre critique, Boris Tikhomirov, émet des doutes sur cette interprétation puisque Dostoïevski définissait son projet comme une parabole sur l'athéisme.
Dans sa lettre à Sophie Ivanova du 25 janvier 1869, Dostoïevski écrit : « Maintenant, j'ai en tête l'idée d'un grand roman […] Son thème est l'athéisme. (Ce n'est pas une critique des croyances actuelles, c'est autre chose, un véritable poème). Cela devra forcément attirer les lecteurs »,. À cet égard, les chercheurs remarquent que la perte de la foi contribue au début du développement spirituel du héros. Ce dernier passe de l'existence automatique de la foi à l'incrédulité pour retrouver ensuite une vraie religiosité. Il faut expliquer aussi pourquoi c'est l'athéisme et non le catholicisme qui est au centre du projet. Dostoïevski s'intéresse à des problèmes de la vie russe, auxquels le catholicisme est étranger, même si plus tard il reviendra vers ce catholicisme dans la parabole sur Le Grand Inquisiteur dans le roman Les Frères Karamazov. Par ailleurs, l'athéisme c'est la négation la plus radicale de l'idée de Dieu, mais pour Dostoïevski c'est également une étape nécessaire sur le chemin vers Dieu. C'est dans cette contradiction dialectique que se cache le sens profond du projet de L'Athéisme, selon les chercheurs.
Dans une lettre à Sofia Ivanovna du 8 mars 1869 Dostoïevski écrit : « dans l' entreprise littéraire il y a pour moi un côté solennel, un objectif et un espoir […] dans le but de réaliser la synthèse de mes idées artistiques et poétiques […] ce roman s'appelle L'Athéisme ; il me semble que j'y exprimerai tout cela »,. Dostoïevski pense que le travail lui prendra environ deux ans et en même temps se plaint de ne pouvoir écrire ce roman en dehors de la Russie : « Imaginez-vous, mon cher ami : écrire cela ici je ne peux pas ; je dois être en Russie et il me faut absolument voir, entendre, et participer à la vie russe ».

### Transition versLa Vie d'un grand pécheur
Le titre Athéisme, dès les mois de juillet-août 1869, cesse peu à peu d'être utilisé dans le cadre du projet de l'auteur. En septembre, Dostoïevski lit dans des journaux russes et allemands des articles sur les sociétés secrètes, sur le vacillement des valeurs morales et sur la possibilité d'une révolution en Russie. À la mi-octobre certaines rumeurs dont se font écho les journaux sont confirmées par le frère d'Anna Grigorievna. Dostoïevski prend connaissance du roman de Léon Tolstoï Guerre et Paix, et note que l'œuvre a des similitudes avec son idée de roman, mais pour le passé seulement. Fiodor Dostoïevski envisage d'écrire sur le chaos actuel en comptant découvrir en lui les préalables à sa nouvelle création. Cela convenait même mieux que l'athéisme pour les développements qu'il projetait. L'idée initiale était plutôt une épopée historique mais Dostoïevski a progressivement transformé son projet en prévoyant de présenter toute l'histoire de l'humanité à travers l'histoire de l'homme et de sa quête spirituelle qui part de la négation et puis la renaissance de son âme.
En décembre son plan initial est complètement modifié et il part d'un autre titre : La Vie d'un grand pécheur. Malgré la continuité des idées par rapport au plan initial, les motifs originaux sur le catholicisme ne sont plus repris. Les chercheurs remarquent que depuis le projet de proto-athéisme jusqu'aux dernières variantes de La Vie d'un grand pécheur le noyau des concepts du projet restaient des éléments stables. Dostoïevski caractérise lui-même le cœur de son plan comme la synthèse de son idée artistique et poétique et l'affirmation suivant laquelle la seule possibilité pour trouver le chemin difficile vers Dieu passe par l'incrédulité . C'est dans ce sens que le projet est d'abord développé avec le héros sans visage et sans type particulier de L'Athéisme puis se poursuit avec un héros grand pécheur de La Vie d'un grand pécheur…. Le 25 mars 1870 dans une lettre de Dresde envoyée à Apollon Maïkov Dostoïevski expose le problème principal de La Vie d'un grand pécheur : « La question principale, qui sera abordée dans toutes les parties du roman, est celle qui a tourmenté consciemment ou inconsciemment toute mon existence, c'est l'existence de Dieu»,,. Selon les chercheurs cet aspect était présent davantage dans le projet premier de L'Athéisme que dans le second La Vie d'un grand pécheur.

## Rapport avec le romanL'Idiot
Pendant la période où se forment ses idées sur son projet L'Athéisme Dostoïevski poursuit la rédaction de son roman L'Idiot, ce qui fait que des extraits de ce dernier sont liés à ceux de L'Athéisme ou bien les commentent. Ainsi, pratiquement en même temps dans une lettre à Apollon Maïkov sur l'idée de l'athéisme, Dostoïevski écrit les arguments du Prince Mychkine lors de la soirée chez les Epantchine où il parle du catholicisme et de l'athéisme : ce qui se passe pour le héros de L'Athéisme Dostoïevski l'explique par des raisons spirituelles: « une énigme psychologique: un sentiment profond, un homme et le peuple russe »,. Le héros de L'Athéisme s'avère être le même intellectuel russe, qui suit le chemin de vie que s'est imaginé le Prince Mychkine. C'est ainsi que dans le roman L'Idiot est formulée l'idée d'une nouvelle conception. « Les athées russes et les jésuites russes n'ont pas que des sentiments vaniteux, ils en ont aussi qui viennent de souffrances spirituelles, de la soif de spiritualité, du désir de causes plus élevées à défendre[…]. Il est plus facile de devenir athéiste pour un Russe que pour tout le reste du monde ! […] ouvrez pour le Russe la pensée russe […] Montrez lui le renouveau de toute l'humanité et sa résurrection, et peut-être par une seule pensée russe, par le Dieu russe et le Christ vous verrez quel géant puissant, sincère sage et doux grandira devant le monde stupéfait ».
Le monologue du Prince Mychkine explique aussi l'absence d'intérêt de Dostoïevski pour les auteurs protestants alors qu'il avait lu toute une bibliothèque d'ouvrages avant de commencer L'Athéisme. Pour Dostoïevski l'athéisme est une conséquence du catholicisme tout aussi bien que du protestantisme. C'est sa conviction première que l'écrivain expose à travers les propos du Prince : « l'athéisme est venu d'eux, du catholicisme romain lui-même! Oui c'est avec eux qu'il a commencé ». Ainsi le développement des thèmes catholiques est tout à fait normal chez l'auteur, alors que la réaction négative à l'intérieur du catholicisme que représente le protestantisme l'intéresse moins.
Entre le roman et le projet de Dostoïevski les chercheurs remarquent des échos. Le vrai chrétien Pavlichtchev (le bienfaiteur du Prince Mychkine) quitte soudain son service pour se convertir au catholicisme et devenir jésuite et même avec une sorte de joie profonde. Le héros principal de L'Athéisme est également attrapé par un jésuite, un propagandiste polonais. En tentant d'expliquer le comportement de Pavlichtchev, son bienfaiteur, le Prince Mychkine dit: « Nous avons des gens instruits même parmi les Khlysts… Mais il est vrai que ces Khlysts sont pires que les nihilistes, que les jésuites, que l'athéisme». D'une lettre de Dostoïevski à Apollon Maïkov il s'ensuit que le héros principal de son projet de roman devait descendre jusque dans les profondeurs des Khlysts. Par ailleurs, entre le monologue du prince Mychkine et les idées de L'Athéisme il y la grande différence suivante : Mychkine plaide pour une confrontation spirituelle avec l'Europe, alors que dans L'Athéisme cette idée n'est émise que faiblement dans la partie finale du plan de l'œuvre .

## Influence sur la suite de l'œuvre

### Les démons
Le genre de l'œuvre est défini par Dostoïevski lui-même comme une parabole sur l'athéisme. Selon les chercheurs, la clé de cette parabole pourrait se trouver dans le roman Les Démons. Tikhon dit à Nikolaï Stavgorine : « l'athéisme complet est plus respectable que l'indifférence laïque […] L'athéiste complet se tient sur l'avant-dernière marche avant la foi parfaite tandis que l'indifférent n'a pas la foi mais seulement une peur malsaine ».

### L'Adolescent
Selon le critique littéraire Arkadi Dolinine, l'image du propriétaire Andreï Petrovitch Versilov, le père du protagoniste du roman L'Adolescent (1875), revient à celui de L'Athéisme. Mais Versilov est d'abord beaucoup plus jeune; par moments il est comme Nikolaï Stavgorine du roman Les Démons, cruel, auteur d'un crime; puis il commence à vieillir, sa souffrance devient plus profonde, plus intérieure. Au début du travail au roman L'Adolescent apparaissent les idées de L'Athéisme et de La Vie d'un grand pécheur. Avec Versilov au premier plan et son fils naturel Arkadi Dolgorouki au second. Le critique, spécialisé dans l'œuvre de Dostoïevski, Boris Tikhomirov souligne qu'Andreï Versilov se rapproche du héros de L'Athéisme dans les brouillons de l'écrivain, mais uniquement par les traits extérieurs, par l'âge; il a perdu la foi en Dieu à 45 ans et court après les nouvelles générations, après les athées. Mais par son caractère, Versilov n'a rien du personnage de L'Athéisme et ressemblerait plutôt au personnage de La Vie d'un grand pécheur.
Selon Alexandre Soloviev, l'Athéisme a été partiellement utilisé pour Les Démons, mais il restait une quantité d'ébauches inutilisées. C'est dans ces notes que Dostoïevski « trouve le profil d'un homme sceptique, un athée tourmenté, ayant même passé au catholicisme à l'étranger, mais désenchanté et ayant perdu la foi ».. Plus tard il lui donnera un nom, celui de Versilov, le père de l'adolescent Arkadi.

### Les Frères Karamazov
Le concept du cycle de L'Athéisme et la conception du roman La Vie d'un grand pécheur évoquent certains aspects qui seront développés dans le roman Les Frères Karamazov quelques années plus tard.